# Friedrich Miescher
Johann Friedrich Miescher (Basilea, 13 d'agost de 1844 - Davos, 26 d'agost de 1895) fou un biòleg i metge suís. Va aïllar diverses molècules riques en fosfats, a les quals va anomenar nucleïnes (actualment àcids nucleics), a partir del nucli dels glòbuls blancs el 1869, i així va preparar el camí per a la seva identificació com els portadors de la informació hereditària, l'ADN.
Aquest descobriment, que es va publicar per primera vegada el 1871, al principi no va semblar rellevant, fins que Albrecht Kossel va fer les seves primeres investigacions en la seva estructura química. El treball es va realitzar al laboratori de Felix Hoppe-Seyler, al castell de Tübingen.
També va demostrar que la regulació de la respiració depèn de la concentració de diòxid de carboni a la sang. El 1872 va esdevenir professor a la Universitat de Basilea.
Va patir de tuberculosi durant la dècada del 1890 i va morir als 51 anys, a Davos, el 26 d'agost de 1895.

## Miescher i l'ADN
Miescher era estudiant de medicina i al laboratori de Hoppe-Seyler, el seu mestre, va començar a analitzar les restes de pus de les deixalles quirúrgics, aïllant els nuclis dels glòbuls blancs i extraient una substància àcida i carregada de fòsfor a la qual va denominar «nucleïna»(avui sabem que aquesta substància és la nucleoproteïna). Després de tractar les cèl·lules amb solucions salines, alcohol, solucions àcides i solucions alcalines, va veure que les cèl·lules tractades amb una solució salina donaven un precipitat gelatinós quan s'acidificava la solució. Miescher va suposar que el precipitat podria estar associat amb el nucli cel·lular. Per assajar aquesta possibilitat es va dedicar a aïllar nuclis. Quan va tractar els nuclis aïllats amb una solució alcalina i després la va acidificar, va observar un precipitat. L'anàlisi d'aquest precipitat va mostrar que es tractava d'un material complex que contenia entre altres coses, nitrogen i fòsfor. Les proporcions eren diferents a qualsevol altre material biològic estudiat, motiu pel qual va concloure que havia aïllat un component biològic no descrit prèviament, associat gairebé exclusivament amb el nucli.
Miescher, que s'havia traslladat a Basilea, va començar les seves investigacions amb l'esperma dels salmons, i va descobrir la presència d'una sèrie de substàncies, una àcida (àcid nucleic o «nucleïna») i una fortament bàsica, a la qual va denominar «protamina » i que s'identifica amb les histones.
Els estudis de Miescher van tenir un paper molt important en la biologia molecular, que va obrir les portes a nombroses proves i experiments que van realitzar diverses personalitats diferents, encara que en la seva època el terme nucleïna era molt poc conegut i ell mai ho va proposar com l'ADN que coneixem avui.